# T. B. Joshua
Temitope Balogun Joshua conocido como T.B. Joshua (Arigidi, 12 de junio de 1963-5 de junio de 2021) fue un telepredicador pentecostal y escritor nigeriano reconocido por haber sido el líder y fundador de la Sinagoga, Iglesia de Todas las Naciones (SCOAN), una organización religiosa que dirige el canal de televisión “Emmanuel TV” desde Lagos.,  
Fue galardonado con varios premios, recibiendo señaladamente el galardón “Oficial de la Orden de la República Federal” (OFR) por el gobierno de Nigeria en el año 2008 y siendo además elegido como el hombre yoruba de la década, por el medio de comunicación pan-yoruba, Irohin-Odua.
Fue reconocido como una de las cincuenta personas más influyentes de África por las revistas panafricanas Africa Report y New African Magazine. Fue conocido por su popularidad a través de África y su presencia en internet, con 2,500,000 de fanes en Facebook Su canal de YouTube, Emmanuel TV, tenía más de un millón de suscriptores y era el ministerio cristiano más visto en la plataforma antes de que YouTube suspendiera el canal en 2021 por discurso de odio homofóbico.
Joshua murió el 5 de junio de 2021 después de uno de sus servicios vespertinos en Lagos, Nigeria, apenas una semana antes de cumplir 58 años. En 2024, T. B. Joshua fue acusado póstumamente, en una investigación de la BBC, de violar y abusar de seguidores durante un período de casi 20 años. Las acusaciones incluyeron casos de abuso infantil, ocurridos en un complejo en Lagos, Nigeria. Se señala que en su congregación ocurrieron violaciones sexuales, mujeres obligadas a abortar para no evidenciar los hechos y torturas físicas.

## Biografía
Dijo que pasó quince meses en el vientre de su madre y evitó la muerte tras la explosión de una cantera cerca de su casa que lanzó rocas a través de su techo, justo siete días después de su nacimiento. Según sus seguidores, una profecía sobre el nacimiento de un hombre de Dios de los barrios pobres de Oosin en Arigidi Akoko dada 100 años antes se aplicaba a T. B. Joshua.
Joshua, entonces conocido como Balogun Francis, asistió a la Escuela Primaria Anglicana de San Esteban en Arigidi-Akoko, Nigeria, entre los años 1971 y 1977, pero no logró completar un año de su educación secundaria. En la escuela, era conocido como el “pequeño pastor” a causa de su amor por la Biblia. Trabajó en varios trabajos ocasionales después de que su escolarización hubiera terminado, incluyendo el transporte de desechos de pollo en una granja avícola.  Organizó estudios Bíblicos para los niños de la localidad y asistió a la escuela nocturna durante este período. Joshua, trató de alistarse en el ejército de Nigeria, pero su intento fue frustrado debido a una avería del tren que lo dejó varado en el camino a la academia militar.

## La Sinagoga, Iglesia de Todas Las Naciones (SCOAN)
Joshua escribió que, en una visión celestial, recibió la unción divina y un pacto de Dios para comenzar su ministerio. Después de esto, Joshua fundó la organización de su ministerio, La Sinagoga, Iglesia de Todas Las Naciones (SCOAN), con tan solo un puñado de miembros. De acuerdo con la organización, más de 15 000 miembros asisten semanalmente a su Servicio Dominical; visitantes de fuera de Nigeria se alojan en los edificios para alojamiento construidos en la iglesia.
The Guardian informó que La SCOAN atrae a más asistentes por semana que el número total de visitantes al Buckingham Palace y la Torre de Londres juntos. Los populares Servicios de La SCOAN también han provocado un enorme impulso para las empresas locales y hoteleras.
A pesar de la popularidad que tuvo Joshua, la iglesia en vida de él solamente tuvo una sede en Ghana, Joshua afirmaba que «aún no es el momento» para que él tenga sucursales en todo el mundo ya que «esto sería demasiado para mi carácter».

### Turismo religioso
La SCOAN fue descrita como “la mayor atracción turística de Nigeria” y “el destino más visitado por los turistas religiosos en África Occidental”, con miles de extranjeros que acudian para asistir a los servicios semanales de la iglesia. Las cifras dadas a conocer por el Servicio de Inmigración de Nigeria indicaron que seis de cada diez viajeros extranjeros que entraban a Nigeria se dirigian a La SCOAN, un hecho discutido en el parlamento de Zimbabue cuando se trataron los potenciales económicos del turismo religioso.
El periódico This Day informó que «cerca de dos millones de turistas locales visitan La SCOAN anualmente». La popularidad de la iglesia en vida de Joshua dio lugar a un incremento en las rutas de vuelo a Lagos desde varios países africanos en el año 2013.

## Crítica y controversia
Joshua fue ampliamente controvertido.
Varios pastores prominentes dentro y fuera de Nigeria lo condenaron, incluido el pastor Chris Okotie, quien lo describió como un "hijo del diablo", así como Enoch Adeboye, David Oyedepo, Ayo Oritsejafor, Paul Adefarasin, Matthew Ashimolowo y Ted Haggard. La Asociación Cristiana de Nigeria (CAN) lo rechazó (aunque una delegación de la CAN asistió a su funeral) y la Comunidad Pentecostal de Nigeria lo criticó a menudo.  Numerosas figuras evangélicas y pentecostales en Nigeria denunciaron a Joshua como un "impostor" y una figura ocultista que se hacía pasar por evangélico.
En 2010, el ministro de Asuntos Exteriores de Camerún, Henri Eyebe Ayissi, calificó a Joshua de "hijo del diablo que se hace pasar por un hombre de Dios" y aconsejó a cientos de cameruneses que no realizaran una peregrinación planificada a Lagos, donde varios otros se habían quedado sin alojamiento. Los rumores de una visita de Joshua a Zimbabue en 2012 dieron lugar a un intenso debate nacional, que culminó con pastores y políticos que se opusieron enérgicamente.
En 2011, la BBC informó que al menos tres personas en Londres con VIH murieron después de dejar de tomar medicamentos que les salvaban la vida por consejo de pastores cristianos evangélicos. La organización benéfica para la prevención del VIH. La Red Africana de Políticas de Salud (AHPN) creía que la SCOAN, que mantenía una oficina en Southwark, Londres, "podría" ser uno de los involucrados en tales prácticas; La SCOAN respondió diciendo que "no pedimos a las personas que dejen de tomar sus medicamentos".

### Colapso de un edificio
El 12 de septiembre de 2014, una casa de huéspedes en el complejo de la SCOAN en Lagos se derrumbó, matando al menos a 115 personas, de las cuales 84 eran sudafricanos.

### Póstumas acusaciones de abuso
En 2024, la BBC publicó los resultados de una investigación de dos años, informando que Joshua había abusado de sus seguidores durante más de 15 años. La BBC informó que al menos 150 personas vivían en el secreto recinto de Joshua en Lagos como discípulos, a veces durante años o décadas, y muchos entrevistados describieron a la SCOAN como una secta. Más de 25 seguidores de la iglesia de varios países, incluidos Nigeria, Ghana, Gran Bretaña, Estados Unidos, Sudáfrica, Namibia y Alemania, revelaron presuntos abusos dentro de la iglesia y por parte de Joshua personalmente, incluidas múltiples violaciones, torturas y abortos forzados. 
Una mujer de Namibia dijo que Joshua la violó repetidamente, la primera vez cuando tenía diecisiete años, y que la obligaron a someterse a cinco abortos inseguros mientras estaba en el complejo.  Una mujer británica también dijo que Joshua la había agredido y que estaba bajo confinamiento solitario en el complejo, donde llevó a cabo numerosos intentos de suicidio.
Muchos otros entrevistados informaron que fueron sometidos regularmente a abusos físicos, como golpes con cables eléctricos y látigos para caballos, y eran privados del sueño. Otros testigos en Nigeria dijeron que después de revelar públicamente los abusos, fueron atacados. La SCOAN negó que Joshua hubiera cometido algún delito.
Entre las denuncias destaca la de Agomoh Paul, quien afirma haber sido el número dos de Joshua, que señala que las sanaciones que allí ocurrian eran falsas y formaban parte de una producción bien planificada. 

### Supuestas curaciones y milagros
El ex lugarteniente principal de Joshua, Agomoh Paul, que abandonó el complejo SCOAN después de diez años, dijo que Joshua era un "genio" manipulador. Paul dijo que él estaba a cargo de fingir "milagros" supuestamente realizados por Joshua. Paul y otros entrevistados por BBC News dijeron que a aquellos que parecían estar "curados" en la iglesia con frecuencia se les pagaba para "realizar o exagerar sus síntomas antes de que ocurriera su supuesta curación" y en algunos casos eran drogados o medicados como parte del proceso de "curación por fe". A algunos se les dijo falsamente que tenían VIH/SIDA pero que se habían recuperado gracias a Joshua.
Los seguidores de Joshua atribuyeron propiedades milagrosas al agua ungida por la que Joshua había orado, afirmando que curaba heridas, o los salvaba de explosiones o accidentes de helicópteros. En 2013, cuatro personas murieron en una estampida en la sucursal de Joshua en Ghana cuando un servicio no anunciado en el que se distribuía agua atrajo a grandes multitudes que excedieron la capacidad de la iglesia. El incidente casi paralizó la ciudad capital de Ghana, Acra, y provocó críticas a Joshua.
En 2014, durante la epidemia del virus del Ébola en África occidental, Joshua también fue noticia cuando afirmó que su agua ungida podía curar a las personas que padecían el Ébola. Posteriormente envió 4.000 botellas de agua y 50,000 dólares a la nación de Sierra Leona, afectada por el ébola. Un político de Sierra Leona afirmó que el agua curaba el Ébola. Los funcionarios de salud del estado de Lagos visitaron a Joshua y le pidieron que usara su influencia para disuadir públicamente a las víctimas del ébola de visitar su iglesia por oraciones.
Las afirmaciones de "curación espiritual" de la SCOAN fueron objeto de varios informes de los medios, incluida una mención en la revista Time, una entrevista en la Associated Press y un artículo de Foreign Policy que detalla la habilidad de los nigerianos para buscar ayuda “espiritual”, debido a la insuficiencia de facilidades médicas.
Se generó un amplio debate público en Nigeria cuando el padre de la niña secuestrada Ese Oruru declaró su intención de llevar a su hija a T. B. Joshua por oraciones después de su liberación. Del mismo modo, se filtró un informe que expresaba la intención de la exministra de petróleo de Nigeria, Diezani Alison-Madueke, de visitar a Joshua para ayuda espiritual en su batalla contra el cáncer de mama, lo cual generó controversia.

## Liberaciones de endemoniados
La SCOAN también fue conocida por la liberación, durante sus Servicios, de aquellos poseídos por espíritus malignos. La esposa del guardameta ghanés, Richard Kingson, afirmó que fue liberada de un espíritu maligno que estaba detrás de la incapacidad de su esposo para conseguir un contrato con un equipo desde 2011.
El célebre abogado de Ghana en derechos humanos, Kwabla Senanu, testificó en La SCOAN que fue liberado de un problema espiritual que le había causado episodios embarazosos de dormirse en la sala de justicia. Del mismo modo, el músico ghanés, Denise Williams, dijo que fue liberado de un demonio que lo había empujado a convertirse en un adicto a las drogas y un suicida.
La veterana actriz de Nollywood, Camilla Mberekpe,  también afirmó haber sido liberada en La SCOAN.
El popular actor de Nollywood, Jim Iyke, también dijo que recibió liberación en La SCOAN, posteriormente, el video del evento se hizo viral.
Un joven que dijo ser liberado de un demonio de homosexualidad en La SCOAN también atrajo la amplia atención de los medios.

## Cruzadas en el extranjero
Aunque Joshua viajaba en contadas ocasiones, realizó cruzadas en el extranjero en Corea, Singapur, Indonesia, Australia México y Colombia. A su “Cruzada de milagros” en Cali, Colombia, en julio del 2014 presuntamente asistieron 100 000 personas y ésta transcurrió en el Estadio Olímpico Pascual Guerrero.
Se llevó a cabo una cruzada en el Estadio Azteca, en México, a la que supuestamente asistieron 200 000 personas durante dos días en mayo del 2015, en Perú 24 y 25 de septiembre en el año 2016.También hizo una cruzada en Paraguay en agosto del 2017. Su última cruzada fue en el Estadio Olímpico Félix Sánchez en Santo Domingo, Rep. Dominicana, los días 24 y 25 de noviembre de 2017.

## Trabajo humanitario
Otro brazo del ministerio fue el trabajo humanitario de La SCOAN. Hay informes de prensa afirmando que este brazo humanitario donó dinero con el fin de ayudar a los huérfanos y los indigentes. En el 2009 se informó de que una viuda recibió más de 500 000 Nairas. En el 2012, Joshua patrocinó el doctorado en la Universidad de Oxford a un estudiante nigeriano, los medios nigerianos informaron que el total donado ascendió a 100 000 £. Hay también un programa de rehabilitación para los militantes del volátil de Nigeria de la región del Delta del Níger y un bloguero de Forbes estima que Joshua ha gastado $ 20 millones en actividades humanitarias durante un período de tres años.
Joshua participó en la reunión de la esposa y uno de los hijos del difunto presidente de Liberia Samuel Doe quien había gobernado dictatorialmente la nación, con el exjefe militar Prince Johnson, que fue responsable de la muerte filmada de Doe. Durante esta reunión la familia perdonó públicamente a Johnson.
La SCOAN también estableció otra ONG en Ghana llamada “Pasión por los Necesitados”. Después del terremoto del 2010 en Haití, Joshua envió un equipo de personal médico y trabajadores humanitarios a la zona afectada, estableciendo un hospital de campaña llamado “Clínica Emmanuel”. En reconocimiento a sus actividades humanitarias, fue galardonado con un “Honor Nacional” por el gobierno de Nigeria en el 2008, así como la recepción de una carta de agradecimiento de las Naciones Unidas.  Además, fue distinguido como un Embajador de la Paz por el Foro de la Juventud Arewa, una organización predominantemente musulmana, en reconocimiento a sus esfuerzos humanitarios.

## Deportes
En el 2009, Joshua fundó un club de fútbol, My People FC, como parte de sus esfuerzos para ayudar a la juventud. Dos miembros del equipo jugaron para Las Súper Águilas de Nigeria en la Copa Mundial Sub-17 de la FIFA en el 2009. Sani Emmanuel, que al parecer vivió en La SCOAN durante varios años, fue el máximo anotador de Nigeria y el jugador MVP del torneo. Emmanuel y su colega, Ogenyi Onazi, han firmado contratos profesionales con el SS Lazio, Onazi es un jugador clave para el equipo sénior de Nigeria, las Súper Águilas.
El boxeador internacional de peso medio ligero y campeón de boxeo, King Davidson Emenogu, dijo que Joshua le ha apoyado financieramente a lo largo de su carrera además de profetizarle que sería un campeón mundial de boxeo.

## Profecías
La SCOAN afirma que Joshua predijo con éxito acontecimientos en la vida de las personas que asistian a sus Servicios en la iglesia, así como eventos mundiales, incluyendo una profecía de la muerte de Michael Jackson, el atentado del bombardeo de Boston, en América, y el resultado de dos partidos finales de la Copa Africana de las Naciones (Afcon), que fueron ganados por Zambia y Nigeria, respectivamente.
Su profecía acerca de la muerte de un presidente africano se divulgó ampliamente en la prensa africana. Los seguidores de Joshua creen que la profecía se refería al expresidente de Malaui, Bingu wa Mutharika, quien murió en el 2012.
Falsos rumores circulan usando el nombre de Joshua los cuales han causado un pánico generalizado en comunidades, afectado eventos deportivos y llevado a la gente a dejar de usar las redes sociales.
Los críticos argumentan que las predicciones de Joshua eran vagas.

### Presunta profecía MH370
La SCOAN dio a conocer un video afirmando que TB Joshua predijo el evento de Vuelo 370 de Malaysia Airlines. La profecía recibió mucha atención en los medios sociales y su correspondiente vídeo de YouTube ha acumuló más de un millón de visitas.

### Ataques terroristas
Varios ataques terroristas perpetrados por ISIS,  afiliados de Al-Qaeda y militantes de Al-Shabaab, fueron sido predichos presuntamente por Joshua, incluyendo los de ataques de París en noviembre de 2015, el ataque a Garissa University College en Kenia, el asedio al hotel Uagadugú en Burkina Faso y los bombardeos en Bruselas del 2016.

## Visitantes célebres
Los célebres visitantes a La SCOAN incluyeron al difunto presidente de Ghana John Evans Atta Mills, Winnie Mandela de Sudáfrica,  el líder de la FEP Julius Malema,, el expresidente de Malaui Joyce Banda, el primer ministro de Zimbabue Morgan Tsvangarai, y el fallecido presidente de Zambia Frederick Chiluba, que una vez declaró que veía “Emmanuel TV” a diario.
El presidente de Tanzania, John Magufuli, visitó La SCOAN en el 2011. A días para su toma de posesión, en noviembre de 2015, Joshua visitó Tanzania donde conoció a Magufuli (quien lo recibió en el aeropuerto), así como al presidente en cese Jakaya Kikwete y al líder de la oposición Edward Lowassa. Su visita causó una tormenta mediática en Tanzania, a pesar de que no apareció públicamente en la inauguración.
El expresidente de Nigeria, Goodluck Jonathan, visitó La SCOAN en septiembre del 2014 tras el trágico derrumbamiento del edificio de una casa de huéspedes dentro de las instalaciones de la iglesia. Después de que Jonathan fuera derrotado por Muhammadu Buhari en las históricas elecciones del 2015 en Nigeria, Joshua, polémicamente afirmó que le había advertido de su inminente derrota electoral, una afirmación corroborada después por uno de los ayudantes de Jonathan.

## Emmanuel TV
Emmanuel TV, el canal de televisión de La SCOAN, transmitió 24 horas al día los 7 días de la semana. Sus Servicios dominicales se transmitían en vivo. Los programas de Joshua también se emiten al aire semanalmente en una serie de estaciones de televisión locales a través de África. Debutó en DStv y GOtv en noviembre de 2015, así como en Startimes en febrero del 2016. Haciendo un perfil de Joshua, la BBC lo describió como «el telepredicador más conocido de Nigeria».
Un psiquiatra de Ghana, residente en el Reino Unido, fue controversialmente despedido del NHS después de recomendar Emmanuel TV a un paciente con un historial de abuso satánico, aunque posteriormente fue absuelto de toda culpa por un tribunal.
El lema de Emmanuel TV es “Cambiando vidas. Cambiando naciones. Cambiando el mundo.” La estación también es conocida por su eslogan, “La distancia no es una barrera”,  animando a los espectadores a orar junto con T. B. Joshua tocando la pantalla. Hay muchas declaraciones de personas que reciben sanidad milagrosa a través de sus oraciones, incluyendo la popular actriz de Nollywood Tonto Dikeh quien afirmó que las oraciones de Joshua terminaron sus 14 años de adicción al tabaco.

## Canal de YouTube
Su canal de YouTube , Emmanuel TV, tenía más de 1 millón de suscriptores y era el ministerio cristiano más visto en la plataforma antes de que YouTube suspendiera su canal en 2021 por presunto discurso de odio homofóbico.

## Comentario de Pastor Will Graham
https://www.youtube.com/watch?v=CRrZH1A0mxw

## Vida personal
Joshua estuvo casado con Evelyn Joshua y tenía tres hijos.  Murió el 5 de junio de 2021 después de uno de sus servicios vespertinos en Lagos, Nigeria, solo una semana antes de cumplir 58 años. No se dio ninguna causa de muerte.